# Comuna Radeanske, Mlîniv
Radeanske (în ucraineană Радянське) este o comună în raionul Mlîniv, regiunea Rivne, Ucraina, formată din satele Radeanske (reședința) și Zboriv.

## Demografie
Componența lingvistică a comunei Radeanske
     Ucraineană (99,47%)
     Alte limbi (0,53%)
Conform recensământului din 2001, majoritatea populației comunei Radeanske era vorbitoare de ucraineană (99,47%), existând în minoritate și vorbitori de alte limbi.